# Mary Hesse
Mary Hesse (née le 15 octobre 1924, et morte le 2 octobre 2016) est une philosophe des sciences anglaise. Elle a été professeur de philosophie des sciences à l'université de Cambridge.
Sa publication Models and Analogies in Science est une introduction accessible et vastement citée au sujet.

## Travaux
- Forces and Fields: The Concept of Action at a Distance in the History of Physics, 1961.
- Models and Analogies in Science, 1966
- «Theories and the Transitivity of Confirmation», Philosophy of Science, 37 (1970), 50-63. —In Defense of Objectivity, 1972 [Annual Philosophical Lecture. Henriette Hertz Trust. British Academy].
- The Structure of Scientific Inference, 1974.
- Bayesian Methods and the Initial Probabilities of Theories, Minnesota Studies in the Philosophy of Science; vol. VI: Induction, Probability, and Confirmation, 1975, ed. Grover Maxwell, Robert M. Anderson, Jr., págs. 50-105.
- Theory and Value in the Social Sciences, in C. Hookway, P. Pettit, Action and Interpretation: Studies in the Philosophy of the Social Sciences, 1978, págs. 1-16.
- Revolutions and Reconstructions in the Philosophy of Science, 1980.
- Epistemology without Foundations», in A. J. Holland, ed., Philosophy, its History and Historiography, 1985, págs. 49-68, 87-90.
- The Construction of Reality, 1987 (mit M. A. Arbib) [Gilford Lectures at Universität Edinburgh].
- The Cognitive Claims of Metaphor, Journal of Speculative Philosophy, 2 (1988), 1-16.
- Theories, Family Resemblances and Analogy, in D. Helman, ed., Analogical Reasoning, 1988, . 317-340.
- Socializing Epistemology, in E. McMullin, ed., Construction and Constraint: The Shaping of Scientific Rationality, 1988, páginas 97-122.
- Science beyond Realism and Relativism, in D. Raven, L. van V. Tijssen, J. de Wolf, eds., Cognitive Relativism and Social Science, 1992, 91-106.